# Annals dels Kaqtxikels
Els Annals dels Kaqtxikels, també conegut com a Annals dels Xahil, Memorial de Tecpán-Atitlán o Memorial de Sololá, és un document escrit en kaqtxikel per membres del llinatge Xahil, entre ells Francisco Hernández Arana Xajilá (de 1560 fins a 1583) i el seu net, Francisco Rojas (de 1583 fins a 1604).

## Descripció
El document va ser escrit i inicialment guardat a la ciutat de Sololá, prop del llac Atitlán, fins que va ser trobat en els arxius del convent San Francisco de Guatemala en 1844, i posteriorment traduït per l'abat Charles Étienne Brasseur de Bourbourg en 1855 (el mateix traductor de Rabinal Achí).
El manuscrit explica la història i la mitologia dels kaqtxikels, conservada per via oral durant segles i finalment recollida i preservada pels membres del patrilinatge Xahil. La part històrica narra els assoliments i les conquestes dels reis kaqtxikels i els seus guerrers, la fundació de llogarets, i la successió de governants fins a l'època de la conquesta espanyola.
Tant com en el Popol Vuh, els annals identifiquen a Tulán, com el lloc originari dels kaqtxikels. No obstant això, aquests textos difereixen d'altres fonts històriques com Historia de los Xpantzay de Tecpán Guatemala, el Título de Totonicapán, i el Popol Vuh en particular, en què esmenta que els ancestres kaqtxikels van arribar a Tulán "per mar" (ch'aqa palow), on el sol descendeix ("uqajib'al q'ij"), és a dir, l'oest. Els textos es refereixen també a les rebel·lions internes dels k'iche', que finalment van forçar al rei K'iq'ab el Gran a ordenar als kaqtxikels que abandonessin Chaviar (Chichicastenango). Aquests textos relaten també la migració cap a les muntanyes Razamut on van fundar Iximché, la capital kaqtxikel fins a l'arribada dels conqueridors espanyols.

## Algunes cites dels annals
| « | Aquí escriuré breument les paraules dels nostres primers Pares dels nostres avantpassats d'els qui van néixer els homes d'antany abans que anessin habitades la planes, quan solament existien els conills, els ocells, s'explica quan van habitar els pujols les planes aquests nostres primers Pares els nostres avantpassats vinguts del lloc de l'Abundància, oh fills meus. | » |

| « | Aquí escriuré les paraules dels nostres primers Pares.... Heus aquí s'explica les paraules que van dir d'allèn el mar vam venir del lloc anomenat lloc de l'Abundància… | » |

| « | Llavors va ser ordenat i les nostres mares i els nostres pares van dir: 'Heus aquí, oh fills meus, oh filles meves, les càrregues que suportéssiu, que tindreu'. La Pedra d'Obsidiana va dir 'He aquí els vostres turons, les vostres planes, allà a l'altre costat del mar, aquests vostres pujols, les vostres planes, oh fills meus, allà es manifestessin les seves façs. Heus aquí els vostres càrrecs que jo us donaré la vostra riquesa, el vostre govern' | » |

| « | Arribem llavors als marges del mar. Tots els guerrers de la tribu es van reunir a la vora del mar. Llavors els cors de molts es van consumir d'angoixa. 'No es pot travessar, no està dit que s'hagi travessat el mar'. Van dir els guerrers de les set tribus, Qui ens dirà com creuar el mar? Oh germà menor nostre, el teu ets la nostra esperança, van dir tots…..i tots ells van dir llavors, tingues pietat dels nostres rostres; Oh, germà menor nostre, perquè estem escampats per la riba del mar sense veure els nostres pujols, les nostres planes, amb prou feines ens dormim vam ser vençuts, nosaltres els dos fills primogènits, nosaltres els cims, nosaltres els caps, nosaltres els primers guerrers de les set tribus, oh germà menor meu. Si travesséssim veuríem la façs dels càrrecs donats per les nostres mares, els nostres pares, oh germà menor meu", així van dir. .....(després el germà menor els contesta i contínua a la pàgina 13) ..."Nosaltres sofrim també, oh germà major nostre, no vivim, dispersats a la vora el mar, sense veure la nostra comarca, com vosaltres dieu, oh guerrers, oh de les set tribus travessarem ara, així vam dir, i tots s'enjogassaren. | » |